# Valerie Hart
Valerie Paul Hart (n. 1934, distrito de Rupununi, actualmente Alto Tacutu-Alto Esequibo - f. 26 de febrero de 2021, Vero Beach (Florida), Estados Unidos) fue una líder política indígena de la etnia wapishana. Militó en el Partido Amerindio de Guyana, opositor al gobierno de Forbes Burnham. Fue postulada a las elecciones generales de 1968, pero no resultó elegida. Fue exiliada por participar en la Rebelión de Rupununi.

## Vida personal
Pese a sus circunstancias, se desconocen los detalles de su vida privada. Obtuvo su apellido de su esposo, el piloto aviador Harry Hart, con quien tuvo 5 hijos. Ambos participaron en las celebraciones de la Independencia de Guyana en 1966 en los desfiles de aviones.

## Movimiento separatista
Fue miembro del Partido Amerindio de Guyana junto a la familia de su esposo, y estuvo presente en la Primera Conferencia de Jefes Amerindios, a la que se le llamó «Congreso de Cabacaburi», que presentaba un grupo de exigencias al primer ministro en representación de la comunidad de alrededor de 40 000 indígenas de la región. El movimiento defendía la integración de los indígenas en la sociedad guyanesa, cosa discordante con las políticas afrocentristas de Burnham. La sociedad indígena al sur del Esequibo se sentía amenazada por la posible repartición de sus parcelas agrarias entre los sectores que apoyaban al primer ministro, cosa que motivó a los habitantes del distrito de Rupununí a armarse en revuelta contra las autoridades. Según las declaraciones de Valerie Hart, las razones que llevaron a la población de la región de Rupununi a rebelarse contra el gobierno fueron el hecho de que los derechos constitucionales no habían sido respetados por la continua intimidación y represión contra ellos.
Los campesinos se alzaron en la mañana del 2 de enero de 1969 contra las autoridades del distrito y tomaron edificios públicos, aeropuertos y rehenes. Valerie fue nombrada primera presidente del Estado Libre Esequibo que solicitó inmediatamente la protección venezolana del gobierno de Raúl Leoni. Esa noche, la rebelión fue sofocada violentamente por la Fuerza de Defensa de Guyana, resultando en la destrucción de varias viviendas indígenas, alrededor de 100 muertos y la huida de muchos nativos a Brasil y Venezuela.

## Exilio
Esa misma noche, Valerie Hart huyó con su familia a Ciudad Bolívar, para luego ir a Caracas a solicitar ayuda militar al gobierno venezolano; según ella, su objetivo era, en representación de los rebeldes, el de crear una región independiente de Guyana.

«Nosotros, los habitantes del Rupununi de la Guayana Esequiba y en consecuencia venezolanos por nacimiento, según el artículo 35 de la Constitución Nacional, hacemos un llamado al gobierno, al pueblo y a las Fuerzas Armadas de Venezuela para que nos ayuden e impidan que las hordas del Primer Ministro de Guyana nos masacren».
(Valerie Hart, Caracas, 1969).

Por otra parte, la señora Valerie Hart tuvo encuentros privados con los ministros de Interior y Exterior venezolanos, Reinaldo Leandro Mora e Ignacio Iribarren Borges, respectivamente, en búsqueda de ayuda, así como también manifestó interés por pedir una entrevista con el presidente Raúl Leoni y con el candidato vencedor de las últimas elecciones y próximo presidente Rafael Caldera. De las entrevistas realizadas con los ministros venezolanos de Exterior e Interior, expresó que no le habían hecho ningún ofrecimiento, pues estos le manifestaron que eran cuestiones de política internacional muy delicados. Minutos después, cuestionado por los periodistas al salir de su oficina, el ministro declaró que “Venezuela no está considerando ayudar a los rebeldes de Guyana”. El ministro del Interior, Reinaldo Leandro Mora, declaró que "el movimiento no habría fracasado si Venezuela hubiera intervenido". En una rueda de prensa cercana, en el Antímano Lounge del hotel El Conde, Valerie Hart declaró indignada: "Quiero que quede bien entendido que si el gobierno de Venezuela, por presión de Estados Unidos, no presta ninguna ayuda a la Rupununi gente, sería igual apoyar al gobierno de Burnham".
Se exilió a sí misma al estado de Texas en Estados Unidos donde más tarde se convirtió al cristianismo evangélico. Falleció en Vero Beach, Florida el 26 de febrero de 2021.